# Sándor Erdős
Sándor Erdős né le 21 août 1947 à Budapest, est un escrimeur et maître d'armes hongrois. Il a gagné une médaille d'or par équipe (épée) aux Jeux olympiques de Munich en 1972.

## Palmarès
- Jeux olympiques:
  -  médaille d'or par équipe aux Jeux olympiques de Munich en 1972[1]